# Frankok

A frank törzsek a 3. században

A frankok nyugati germán eredetű nép, Európa egyik legjelentősebb kora középkori államalakulatának, a Frank Birodalomnak a létrehozói. Nevük jelentése: merész, féktelen.

## Történelmük

### Törzsszövetségek kora
A germán eredetű frank törzsek az i. sz. 3. században tűntek fel a Rajna jobb partján, és még ebben a században (nyelvük és szokásaik azonosságát megőrizve) két nagyobb ágra, a száliakra és a ripuáriakra váltak szét. A Római Birodalom ekkor támadásaikat (nem minden nehézség nélkül) visszaverte. 356 és 360 között a frank és alemann törzsek rendszeresen betörtek a Rajnán túli római területekre, ekkor Iulianus császár hárította el a támadásaikat.
A 4. század második felében a frankok nagy számban keltek át a Rajnán, és Gallia északi vidékein települtek le, ahol később összeolvadtak a helyben élő romanizált lakossággal. Ezek a frankok a rómaiak engedélyével, a rómaiak szövetségeseiként (foederati) települtek le a Római Birodalom területein, s fegyveresekkel kellett őrizniük a rajnai limest. A száliak nyugat felé, Gallia északi részén terjeszkedtek, a ripuáriak pedig délnek, Metz irányába. A Notitia dignitatum Salii néven utal a galliai frankokra.
A frankok bomló törzsi szervezetéből katonai vezető réteg elkezdett kiemelkedni, de a népesség zöme még szabad frank volt – ők állataik és földjeik gondozása mellett katonáskodtak. A hódítás és az azzal szerzett zsákmány egyenlőtlen elosztása növelte a társadalmi különbségeket.
I. Childerich (ur. 458–481), a Meroving dinasztia második uralkodója még a rómaiak szövetségeseként győzte le a vizigótokat, a szászokat és az alemannokat. Fia, I. Klodvig egyesítette a szétszórtan élő frank törzseket. A Nyugatrómai Birodalom bukása utáni hatalmi űrt kihasználva irányítása alá vonta Gallia Loire-tól északra fekvő területeit. 486-ban Soissons-nál legyőzte Syagriust, az utolsó római helytartót. 496-ban Tolbiacnál győzött az alemannok ellen.
Valószínűleg 496 karácsonyán történt, hogy Szent Remigius megtérítette Klodvigot, aminek következtében a frankok a barbárok többségétől eltérően nem az ariánus, hanem a katolikus kereszténységet vették fel. Ennek különös jelentősége az volt, hogy a frank elit így összeolvadt a galliai római elittel, és egész Gallia segítette a frankokat további terjeszkedésükben.
Klodvig a vouilléi csatában (507) megsemmisítette a vizigótok toulouse-i királyságát. Ezzel a frankok uralmuk alá vonták a mai Franciaország északi és Németország nyugati területeit, a Rajnától a Loire vidékéig.
A Frank Birodalom megalapításának történetét először Tours-i Szent Gergely írta meg a 6. században Historia Francorum címen ismert krónikájában.

### A Frank Birodalom
Klodvig halála után a birodalom fennmaradt, de utódai szétosztották az örökséget. Az egyes részkirályságokat később többször is összevonták, illetve újra felosztották, így a 7. század végére egyes Meroving uralkodók kénytelenek voltak parasztszekéren utazni. A királyok fényének csökkenésével erősödött meg az udvarnagyok (majordomusok) befolyása. Ők legnemesebb földműves családokból kerültek ki, ők irányították a hadsereget, az államügyeket.
A birodalom utolsó egységes korszaka 687-ben kezdődött (ekkor a Karoling Herstali Pipin austrasiai majordomus megnyerte a tertyi csatát), és 840-ig, Jámbor Lajos haláláig tartott. Ezután fiai, I. Lothár, Német Lajos és Kopasz Károly rövid háborúskodás után a régi szokás szerint három részre osztották a birodalom területét, amit utoljára 884 és 888 között Kövér Károly, Német Lajos fia egyesített rövid időre.

## Napjainkban
A frankok bajorországi közigazgatási régiói:
- Felső-Frankföld (németül: „Oberfranken”) Fővárosa: Bayreuth
- Közép-Frankföld („Mittelfranken”) Fővárosa: Ansbach
- Alsó-Frankföld („Unterfranken”) Fővárosa: Würzburg